# Neunkirchen, Saarland
Neunkirchen är en stad i delstaten Saarland i Tyskland. Neunkirchen ligger cirka 20 kilometer nordost om delstatshuvudstaden Saarbrücken. Neunkirchen är med sina cirka 47 000 invånare den näst största staden i Saarland.
De tidigare kommunerna Hangard, Münchwies och Wiebelskirchen samt delar av kommunerna Bexbach, Kirkel-Neuhäusel och Spiesen uppgick i Neunkirchen, Saarland 1 januari 1974.

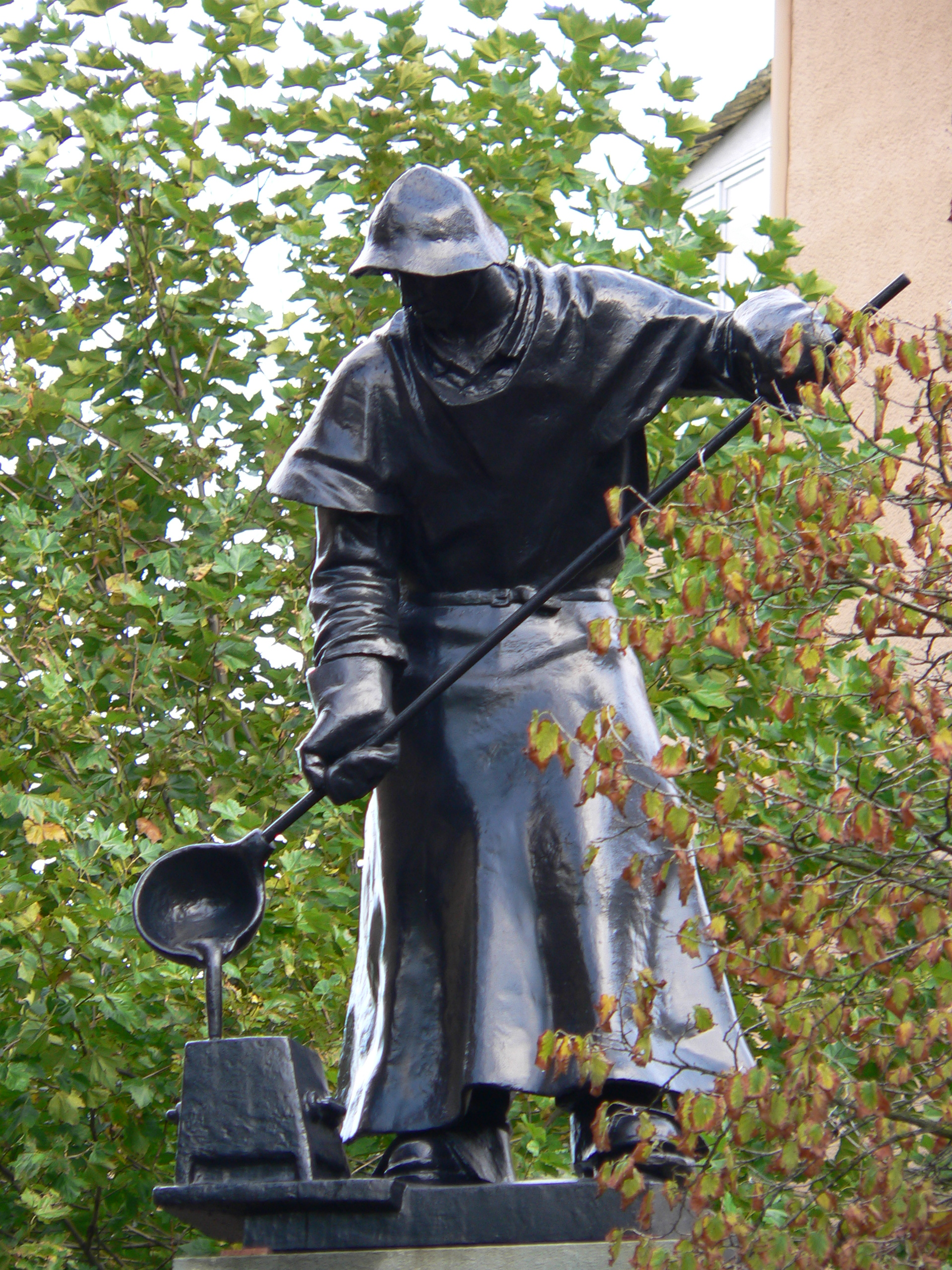
Minnesmärke för stadens järngjutare

## Vänorter
Neunkirchen har följande vänorter:
- Mantes-la-Ville, Frankrike, sedan 3 oktober 1970
- Lübben, Tyskland, sedan 1986
- Wolsztyn, Polen, sedan oktober 2010